# Myrmecodia

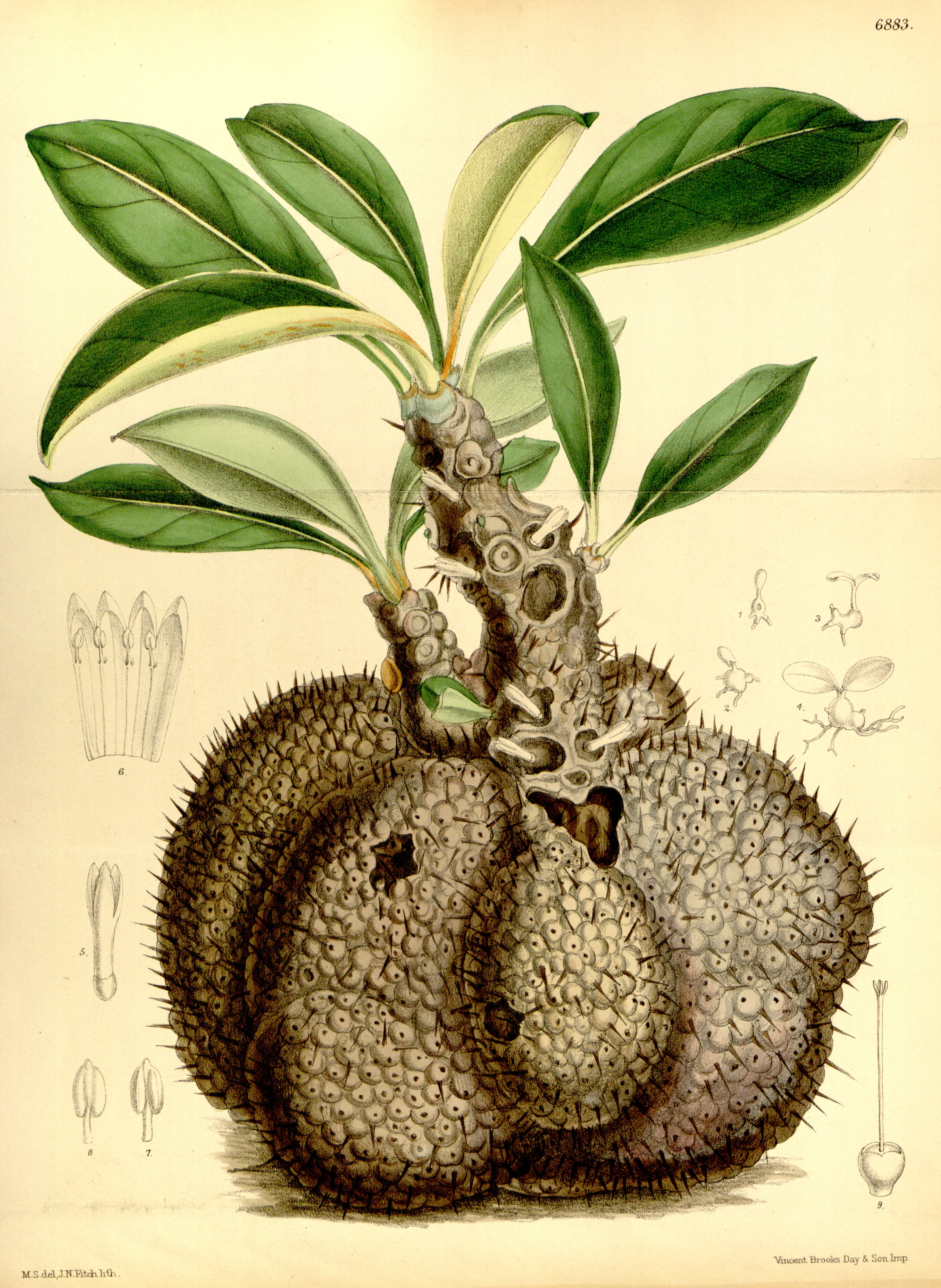
Myrmecodia beccarii na ilustraci z roku 1886

Myrmecodia je rod rostlin z čeledi mořenovité (Rubiaceae). Jsou to sukulentní epifyty s nápadnými dužnatými hlízami protkanými sítí chodbiček, v nichž žijí symbiotičtí mravenci. Rostliny mají jednoduché vstřícné listy vyrůstající z tlustého zkráceného stonku a nenápadné bílé květy. Rod zahrnuje 27 druhů a je rozšířen v jihovýchodní Asii, na Nové Guineji a severovýchodní Austrálii. Občas jsou tyto rostliny pěstovány jako zajímavost ve sklenících botanických zahrad a ve sbírkách epifytů.

## Popis
Zástupci rodu Myrmecodia jsou sukulentní rostliny s jednoduchými, kožovitými listy. Druh M. beccarii má listy dužnaté. Stonková hlíza bývá za mlada kulovitá, později vejcovitá nebo válcovitá a často žebernatá. Uvnitř obsahuje komplexní síť prostorných chodbiček, které buď ústí otvory na povrch hlízy nebo se spojují do několika tunelů jdoucích vnitřkem stonku po celé jeho délce a ústících v alveolách. Povrch hlízy je pokryt ostny kořenového původu, soustředěnými zejména podél žeber a okolo vstupních otvorů. Vyrůstá z ní většinou jediný, tlustý, jednoduchý nebo jen řídce větvený stonek s krátkými internodii. U druhu M. lamii bývá stonků větší počet. Řapíky listů jsou zelené, bílé nebo červené. Na bázi každého řapíku se u mnohých druhů vytváří štítovitá struktura, tzv. klypeolus, na jejímž okraji jsou patrné laloky vytrvalých palistů. Květy jsou drobné, bílé, málo nápadné a vyvíjejí se v prohlubních (alveolách) na každé uzlině stonku. Podepírají je málo zřetelné listence. Kalich je většinou uťatý. Koruna je čtyřčetná, s korunní trubkou zakončenou 4 cípy které se zpravidla ani za plného rozkvětu neotevírají. Tyčinky mají krátké nitky a nevyčnívají z korunní trubky. Semeník obsahuje 2 až 10 vajíček, blizna je laločnatá. Plodem je bílá, žlutá, oranžová nebo červená bobule se sladkou dužninou.

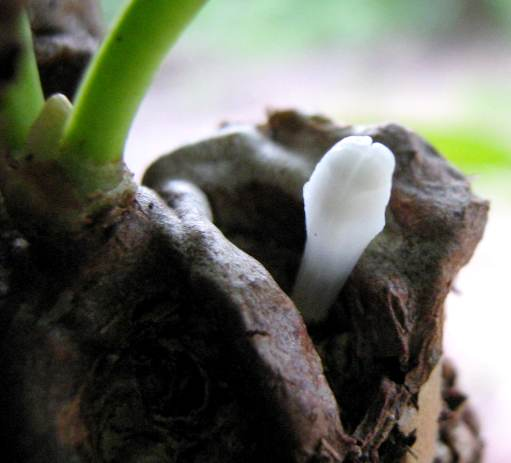
Květ Myrmecodia beccarii
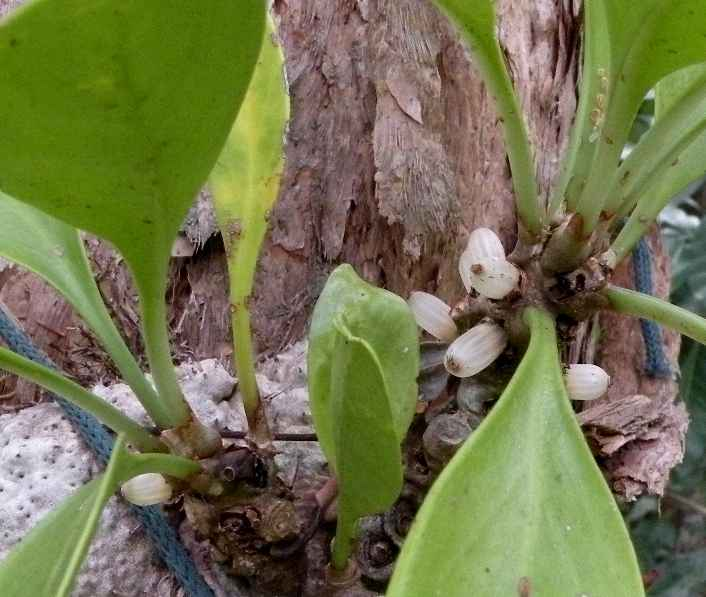
Plody Myrmecodia beccarii

## Rozšíření
Rod Myrmecodia zahrnuje 27 druhů. Je rozšířen od Malajského poloostrova přes ostrovy jihovýchodní Asie, severovýchodní Austrálii a Novou Guineu po Šalomounovy ostrovy. Největší počet druhů roste na Papui Nové Guineji. Rostliny rostou od úrovně moře (včetně mangrovových porostů) až do nadmořských výšek okolo 2400 metrů. V nížinném tropickém deštném lese jsou dosti vzácné, častěji rostou na savanách, sezónně suchých řídkých lesích, v horských lesích a také v kulturní krajině.
Rostliny rostou jako epifyty na celé škále různých dřevin s příhodnou strukturou kůry, například na stromech rodů kajeput (Melaleuca), přesličník (Casuarina), kaštanovec (Castanopsis) a pabuk (Nothofagus). Papuánský druh M. sterrophylla roste příležitostně na živinami chudých půdách v bezlesých oblastech také terestricky na zemi, podobně M. lamii v alpínském bezlesí.

## Ekologické interakce
Rostliny rodu Myrmecodia vytvářejí sukulentní hlízy protkané sítí prostorných chodbiček, které jsou obydleny symbiotickými mravenci. Nejčastěji zde žijí drobní mravenci rodu Iridomyrmex, zejména druh I. cordatus. Řidčeji byli zjištěni zástupci jiných rodů, mj. Crematogaster a Pheidole.
Hlíza se formuje již v mládí rostliny zduřením hypokotylu, nezávisle na tom jsou-li mravenci přítomni nebo ne. Na rozdíl od rodu Hydnophytum jsou prostory uvnitř hlízy rozrůzněny na několik typů s odlišnou strukturou, povrchem a funkcí. Hlíza může být obývána i několika druhů mravenců najednou. Celá jejich kolonie může obývat jednu nebo i větší počet hlíz. Mravenci skladují larvy a kukly v komůrkách s hladkým povrchem, zatímco nadbytečný organický materiál odnášejí do komůrek, jejichž povrch je pokryt drobnými bradavčitými strukturami připomínajícími lenticely, kterými rostlina vstřebává minerální živiny.
Rostliny nezřídka rostou pospolu s dalšími myrmekofilními epifyty, jako je Dischidia rafflesiana a další druhy rodu dischidie nebo kapradina Lecanopteris sinuosa. Pospolu s nimi roste také Dischidia gaudichaudii, druh který nemá samostatnou symbiotickou vazbu s mravenci, často však prorůstá svými kořeny do hlíz těchto rostlin a loupí z nich živiny.
V hlízách obývaných druhem Iridomyrmex cordatus bývají nacházeny 2 druhy houby, rostoucí na stěnách chodbiček a komůrek. V Austrálii v hlízách žijí housenky modráskovitého motýla Hypochrysops apollo a mravenci je opatrují.
Květy Myrmecodia se většinou vůbec neotevírají a na rozdíl od jiných příbuzných rodů je heterostylie jen nedokonalá a tyčinky se dostávají za zralosti do kontaktu s receptivní bliznou.

## Taxonomie
Rod Myrmecodia je v rámci čeledi mořenovité řazen do podčeledi Rubioideae, tribu Psychotrieae a subtribu Hydnophytinae. Tento subtribus zahrnuje celkem 5 sukulentních myrmekofilních rodů: Anthorrhiza, Hydnophytum, Myrmecodia, Myrmecophytum a Squamellaria. Byl publikován v roce 1991 a rod Myrmecodia představuje bazální větev tohoto subtribu. Největším rodem této skupiny je Hydnophytum (50 druhů), který má také největší areál rozšíření, sahající od jižní Indočíny po Fidži. Subtribus Hydnophytinae je podle výsledků molekulárních studií monofyletický, je však vnořen mezi různé vývojové větve silně parafyletického rodu Psychotria, konkrétně ve větvi zahrnující pacifické druhy tohoto rodu.
Po stránce morfologické je rod Myrmecodia nejblíže rodu Hydnophytum, s nímž sdílí párová květenství (zbývající rody subtribu Hydnophytinae mají květenství jednotlivá) a čtyřčetné květy (rod Myrmephytum má šestičetné). Liší se zejména ostnitými hlízami (případně hlízami s hojnými adventivními kořeny), tlustým, málo větveným nebo nevětveným stonkem a vodivými pletivy uspořádanými ve 3 svazcích.

## Význam

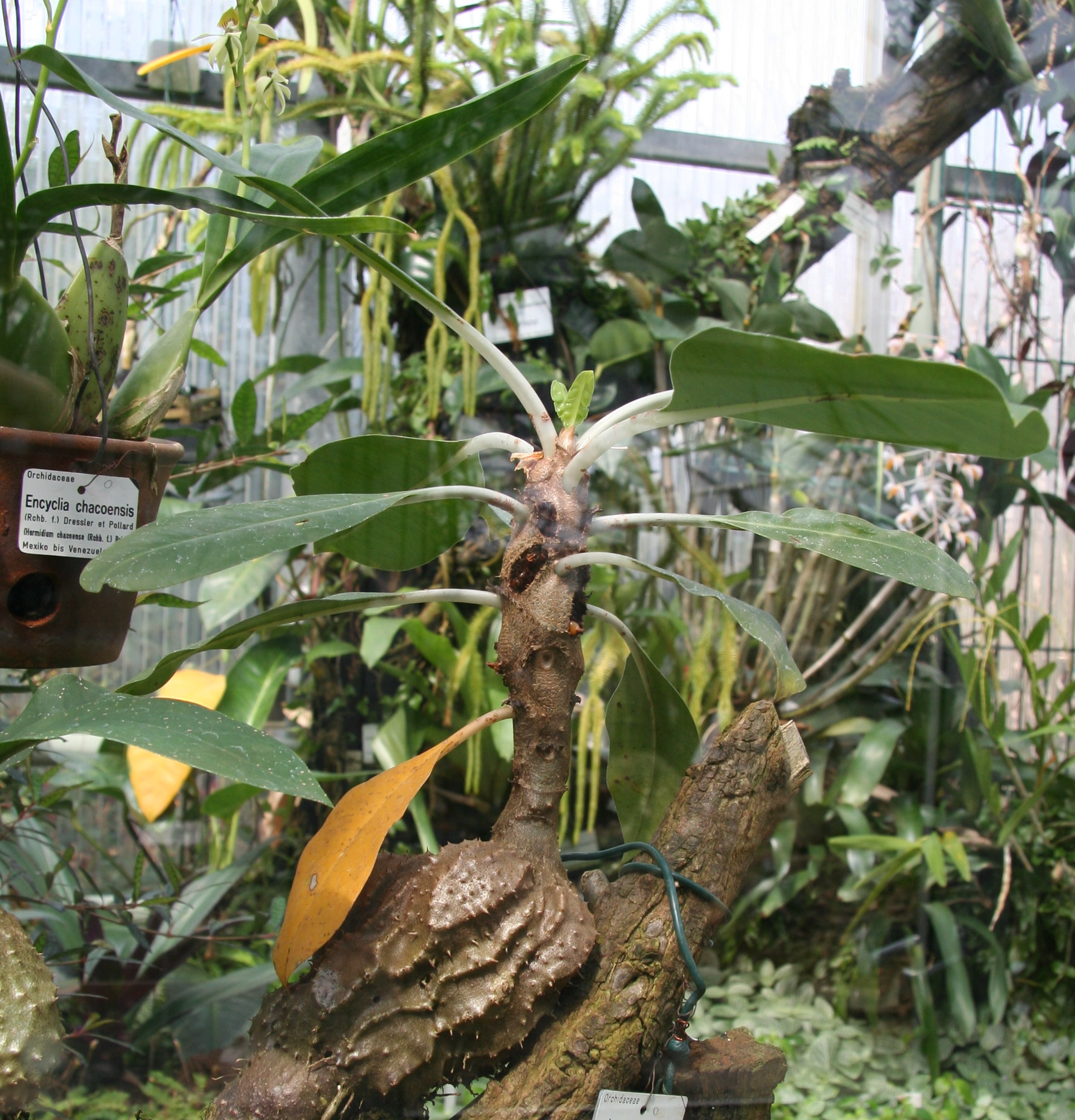
Myrmecodia platytyrea ve sbírce epifytů

Rostliny jsou občas pěstovány ve sklenících botanických zahrad a ve sbírkách epifytů. Několik druhů je uváděno ze sbírek Pražské botanické zahrady v Tróji.